# Drimmelen
Drimmelen és un municipi de la província del Brabant del Nord, al sud dels Països Baixos. L'1 de gener del 2009 tenia 26.573 habitants repartits sobre una superfície de 119,37 km² (dels quals 23,21 km² corresponen a aigua). Limita al nord amb Dordrecht (Holanda del Sud) i Werkendam, a l'oest amb Moerdijk, a l'est amb Geertruidenberg i al sud amb Breda i Oosterhout.

## Centres de població
- Terheijden (6,410)
- Lage Zwaluwe (4,060)
- Wagenberg (2,250)
- Hooge Zwaluwe (1,670)
- Drimmelen (570)

## Ajuntament
- Onafhankelijke Groep Drimmelen/GroenLinks 5 regidors
- Combinatie Algemeen Belang 4 regidors
- CDA 3 regidors
- PvdA 3 regidors
- Llista Harry Bakker 2 regidors
- VVD 2 regidors
- Groen Drimmelen 2 regidors